# Саксон (Јужна Каролина)
Саксон (енгл. Saxon) насељено је место без административног статуса у америчкој савезној држави Јужна Каролина.

## Демографија
По попису из 2010. године број становника је 3.424, што је 283 (-7,6%) становника мање него 2000. године.
| Група             | 2000.         | 2010.         |
| Белци             | 1.995 (53,8%) | 1.379 (40,3%) |
| Афроамериканци    | 1.196 (32,3%) | 1.185 (34,6%) |
| Азијати           | 24 (0,6%)     | 33 (1,0%)     |
| Хиспаноамериканци | 452 (12,2%)   | 768 (22,4%)   |
| Укупно            | 3.707         | 3.424         |